# Албрехт I фон Рехберг
Албрехт I фон Рехберг „дер Ландфогт“ (на немски: Albrecht I „der Landvogt“ von Rechberg; † между 20 март 1324/1326 или 29 март 1327, Рамсберг) от благородническия швабски род Рехберг, е господар на Хоенрехберг (при Швебиш Гмюнд), Рамсберг (в Донцдорф) и Щауфенек (в Залах) в Баден-Вюртемберг и фогт на Рехберг/Хоенрехберг.

## Произход
Той е син на Конрад II фон Рехберг († сл. 1293 или 1307), фогт на Рехберг, и съпругата му графиня Лютгард фон Кирхберг († сл. 1293), дъщеря на граф Еберхард III фон Кирхберг († пр. 1283) и Ута фон Нойфен-Нойберг. Внук е на Конрад I фон Рехберг († пр. 1293) и Йохана фон Лихтенберг. Брат е на Конрад „Дългия“ фон Рехберг († сл. 1303) и Улрих фон Рехберг († сл. 1287).
Родът е издигнат през 1577 г. на фрайхерен и през 1607 г. на графове.

## Фамилия
Албрехт I фон Рехберг се жени за Аделхайд фон Кирхберг († сл. 1305), дъщеря на граф Конрад фон Кирхберг и съпругата му фон Зулц. Те имат двама сина и една дъщеря:
- Конрад IV фон Рехберг „дер Бидерман“ († пр. 21 юли 1351), господар на Хоенрехберг, Илерайхен 1328, Щауфенек 1333, Рамсберг и Келмюнц 1340, женен I. пр. 1328 г. за Луция фон Айхайм, дъщеря наследничка на Бертхолд фон Айхайм на Илерайхен, II. пр. 1346 г. за Удилхилд фон Нойфен († сл. 1351), дъщеря на граф Албрехт II/III фон Марщетен, Грайзбах и Нойфен († 1306) и Елизабет фон Грайзбах († сл. 1316)
- Албрехт „дер Шилхер“ цу Хоенрехберг († сл. 24 декември 1348, погребан в Готесцел), господар на Хоенрехберг, женен за Агнес фон Хоенлое-Браунек-Халтенбергщетен († сл. 1332), дъщеря на Улрих I фон Браунек-Халтенбергщетен († 1332) и Мехтилд фон Вайнсберг († 1332)
- Мехтилд фон Рехберг († сл. 12 април 1336, погребана в Комбург), омъжена за Фридрих II Шенк фон Лимпург († 22 февруари 1333)

## Галерия
- Останки от замък Хоенрехберг при Швебиш Гмюнд
- Замъкът Щауфенек
- Замъкът Рамсберг